# 坪内祐三
坪内 祐三（つぼうち ゆうぞう、1958年5月8日 - 2020年1月13日）は、日本の評論家、エッセイスト。東京都出身。

## 来歴
東京都渋谷区本町に生まれる。兄弟は姉と二人の弟。隣家の住人は蘆原英了。1961年世田谷区赤堤に引っ越す。1965年世田谷区立赤堤小学校に入学。1971年世田谷区立松沢中学校に入学。1972年従大叔母である柳田冨美子（緑蔭館ギャラリーあるじ）の成城の邸宅で英語を習い始める。1974年早稲田高等学校に入学。1977年3月に早稲田高等学校を卒業。お茶の水の駿台予備校に通い始める。1978年早稲田大学第一文学部に入学。同級生の藤原昭広（「プレジデント」編集長）と同じサークルに入るため、ミニコミ誌「マイルストーン」に参加。大学の先輩の一志治夫（ノンフィクション作家）と知り合う。
1982年、就職活動で文藝春秋やアール・エフ・ラジオ日本ほか数社を受けるが、失敗する。文藝春秋は筆記試験で落ちる。1983年、1年間の留年の後、早稲田大学第一文学部人文専修卒業。卒業論文は「一九八二年の『福田恆存論』」（『後ろ向きで前へ進む』所収、指導教授は松原正）。早稲田大学大学院文学研究科英文学専攻修士課程修了に進学。1986年同課程修了。修士論文のテーマはジョージ・スタイナー。1年半ほど無職となり、1987年の秋頃、父嘉雄のコネで都市出版の面接を受けて採用され、雑誌「東京人」の編集者になる。
1990年9月末、都市出版を辞めてフリーとして活動。（前年春に川本三郎の紹介により入社した加賀山弘の破格の待遇の煽りで、9歳年下の女性の同僚「ミカ」が8月末に解雇されたことが遠因と推測される）。その頃、写真家の北島敬三の弟子であった神蔵美子と出会う。1991年『未来』1991年7月号から西堂行人の依頼により「変死するアメリカ作家」（のち「変死するアメリカ作家たち」）の連載を開始し、1993年5月号まで断続的に掲載。
1992年年末に編集・執筆に携った『月刊Asahi 特集：日本近代を読む「日記大全」』（1993年1月号、朝日新聞社）が発行。同誌特集号には度々編集・執筆に携った、後に93年11月発行『20世紀ニッポン異能・偉才100人』。94年2月発行『起業家123人 ニッポン近代開き』の単行判が刊行した。
1993年3月、高橋康雄に誘われ、目白学園女子短期大学国語国文科言語コミュニケーション専攻の非常勤講師となり、6年間勤めた。同年10月に『週刊朝日』誌上で月1回の書評を1996年9月まで担当する。翌94年に『ノーサイド 総特集 明治大正昭和 異色の父と子100組』（1994年8月号、文藝春秋）が発行。同誌には1996年6月の休刊まで、特集頁に何度か執筆した。
1996年8月『週刊文春』誌上で「文庫本を狙え！」の連載を開始。『鳩よ!』に連載されていた『慶応三年生まれ 七人の旋毛曲り』が目黒考二の目にとまり、『本の雑誌』10月号で「特集 坪内祐三ロング・インタビュー」が掲載される。1997年4月、初めての単著『ストリートワイズ』を晶文社から上梓。1999年、この頃神蔵と別れ、朝日新聞記者の佐久間文子と結婚か。
2000年9月『明治の文学』（全25冊、筑摩書房）を編集し、最初の配本が始まる。同年11月29日深夜、新宿にて、筑摩書房の松田哲夫と共に帰途に就こうとしていたところをヤクザ風の二人の男から因縁をつけられ、言い返したところ、暴行を受け瀕死の重傷を負い、東京女子医科大学病院に入院、連載は休筆。この事件の顛末は『三茶日記』『文学を探せ』『文庫本福袋』に詳しい。2001年1月22日、退院。同年3月早大教育学部非常勤講師。同年6月、父親の事業の不調により赤堤の実家が競売にかけられ、人手に渡る。この件に関しては『文学を探せ』に詳しい。同年9月『慶応三年生まれ 七人の旋毛曲り』で講談社エッセイ賞受賞。
2003年3月、福田和也、リリー・フランキー、柳美里と共に同人参加し、超世代間をウリにした季刊文芸誌『en-taxi』を扶桑社より創刊。作家の生原稿を古書店に処分した安原顯に対し、安原没後、創刊号で「記録の鞭」を打ち、一部で話題となる。「私は死をもってその人を赦すことをしない」「安原氏が他人をいきなり罵倒するのは、自分の駒だと思っていたはずの筆者が、その思い通りに動かなくなった時だ」など、辛辣に批判した。2006年3月、早大非常勤講師を退職。
2015年3月、坪内の文壇内幕エッセイ「酒中日記」を原作として、坪内本人も出演するドキュメンタリー映画『酒中日記』（内藤誠監督）が公開。同年11月『en-taxi』が46号で休刊。
2020年1月13日、自宅で心不全のため死去。61歳没。
2021年5月、妻・佐久間文子の回想記『ツボちゃんの話　夫・坪内祐三』（新潮社）が刊行（「新潮」で先行掲載）。

## 人物

### 論争
『RONZA』1996年7月号において、野口悠紀雄の『「超」勉強法』を激しく批判。「『「超」勉強法』にも、『知の技法』にも目を通していない。そして、目を通していなくとも、私には分かる。これらの本が語るものが、私が読書に求めているものではないことが。（略）実際に手にしてみなくても書かれている内容がわかる本がある。『「超」勉強法』 や『知の技法』は、そういった本だ。ただのマニュアル書だ」「この手の本の読者は、しょせん偏差値秀才のなれの果てだ。チャート式だか試験にでるなんとかだか知らないが、その類を、大学生になってまで、いや社会人になってまで求めている人々だろう。そういう人たちは、しょせん勉強には不向きなのだから、もっと別のお楽しみを探し求めたほうが賢明だろうに」と述べた。
それに対して野口は、自身のウェブサイトで「本を読まないで、なぜその内容がわかるのか？タイトルだけをみて、判断したのか？あるいは、雑誌での紹介などを参照したのか？（略）坪内氏は理由を述べていないので、ここでは何ともいえない。しかし、つぎのことは確実にいえる。それは、「出版物を評価しようとする場合、対象を読まなければならない」という当然のルールを、坪内氏が踏みにじったことである。『Ｒｏｎｚａ』のような市販雑誌において他の出版物に否定的な判定を下す場合に、対象を読むことは、鉄則である。坪内氏は、この最低限のルールを踏みにじり、しかもそれを公言してはばからないのである。これは、活字の世界において絶対に許されない行為だ」と指摘し、さらに「このように不快かつ下劣な文章で自著の読者が愚弄されることには、我慢がならない」として、3回にわたり坪内の言説とそれを掲載したRONZA編集部を強く非難した。
RONZA編集部の鴨志田恵一編集長は9月号で「「目を通さなくとも分かる」とあったのは誤記であり、坪内氏は実は書店の店頭で立ち見みしていた」と説明したが、それに対して野口は「私は、「立読み評論」を決して認めない。市販されている本は、購入して読んでほしい。どうしても本を買う余裕がなければ、図書館で借りて読んでほしい。精魂込めて書いた本を立読み程度であげつらうのは、著者に失礼ではないか。また、立読みで書いた文章を読ませるのは、読者に失礼ではないか。　私は、「マニュアル書」に対する坪内氏の姿勢に対しても議論したいと考えていた。しかし、これは取りやめにする。「立読み評論家」とは、活字の世界の厳しさを知らぬ人達だからである」と坪内を切り捨てた。

### その他
語り下ろしの著作である『総理大臣になりたい』（2013年）にて、「十数年前、物書きとして収入が右肩上がりだったときに（中略）私の収入は二〇〇〇万円は越えたものの三〇〇〇万円には届きませんでした」と述べている。

## 家族・親族
父は坪内嘉雄(1921〜2012)（元日経連専務理事、フィクサー、ダイヤモンド社元社長）。母は坪内泰子。妻は佐久間文子（元朝日新聞社員）。前妻は神蔵美子（写真家）。父方の大叔父(父方祖母の弟)は織田正信（英文学者）。父方の祖先に手塚律蔵（別名瀬脇寿人、洋学者）。母方の曽祖父は井上通泰（国文学者・歌人・医師）、曾祖叔父は柳田國男（民俗学者）。母方の親戚に十代目市川團十郎がいる。

## 著作
- 『ストリートワイズ』 晶文社、1997 / 講談社文庫、2009
- 『シブい本』 文藝春秋、1997
- 『靖国』 新潮社、1999 / 新潮文庫、2001 / 文春学藝ライブラリー、2022.8
- 『古くさいぞ私は』 晶文社、2000
- 『文庫本を狙え!』 晶文社、2000 / ちくま文庫（増補版）、2016
- 『慶応三年生まれ 七人の旋毛曲り』 マガジンハウス、2001 / 新潮文庫、2011 / 講談社文芸文庫、2021.1

副題は、漱石・外骨・熊楠・露伴・子規・紅葉・緑雨とその時代
- 『文学を探せ』 文藝春秋、2001 / 講談社文芸文庫、2025.5
- 『三茶日記』 本の雑誌社、2001
- 『後ろ向きで前へ進む』 晶文社、2002
- 『雑読系』 晶文社、2003
- 『一九七二』 文藝春秋、2003 / 文春文庫、2006 / 文春学藝ライブラリー、2020.12

副題は「はじまりのおわり」と「おわりのはじまり」
- 『新書百冊』 新潮新書、2003
- 『まぼろしの大阪』 ぴあ、2004
- 『文庫本福袋』 文藝春秋、2004 / 文春文庫、2007
- 『私の体を通り過ぎていった雑誌たち』 新潮社、2005、新潮文庫、2008
- 『「別れる理由」が気になって』 講談社、2005 / 講談社文芸文庫、2024.7
- 『古本的』 毎日新聞社、2005
- 『極私的東京名所案内』 彷徨舎、2005 / ワニブックス【PLUS】新書（増補版）、2010
- 『同時代も歴史である 一九七九年問題』 文春新書、2006
- 『考える人』 新潮社、2006 / 新潮文庫、2009
- 『「近代日本文学」の誕生－百年前の文壇を読む』 PHP新書、2006
- 『酒日誌』 マガジンハウス、2006
- 『本日記』 本の雑誌社、2006
- 『変死するアメリカ作家たち』 白水社、2007
- 『四百字十一枚』 みすず書房、2007
- 『大阪おもい』 ぴあ、2007
- 『アメリカ－村上春樹と江藤淳の帰還』 扶桑社、2007
- 『人声天語』 文春新書、2009
- 『文庫本玉手箱』 文藝春秋、2009
- 『風景十二』 扶桑社、2009
- 『酒中日記』 講談社、2010
- 『書中日記』 本の雑誌社、2011
- 『探訪記者 松崎天民』 筑摩書房、2011
- 『父系図 近代日本の異色の父子像』 廣済堂出版、2012
- 『文藝綺譚』 扶桑社、2012
- 『東京タワーならこう言うぜ』 幻戯書房、2012
- 『大相撲新世紀 2005-2011』 PHP新書、2012
- 『総理大臣になりたい』 講談社、2013
- 『昭和の子供だ君たちも』 新潮社、2014
- 『続・酒中日記』 講談社、2014
- 『人声天語 2　オンリー・イエスタデイ 2009-2015』 文春新書、2015
- 『昭和にサヨウナラ』 扶桑社、2016
- 『文庫本宝船』 本の雑誌社、2016
- 『右であれ左であれ、思想はネットでは伝わらない』 幻戯書房、2017.12
- 『昼夜日記』 本の雑誌社、2018.10
- 『新・旧銀座八丁 東と西』 講談社、2018.10
- 『テレビもあるでよ』 河出書房新社、2018.11
- 『本の雑誌の坪内祐三』 本の雑誌社、2020.6
- 『みんなみんな逝ってしまった、けれど文学は死なない。』 幻戯書房、2020.6
- 『玉電松原物語』 新潮社、2020.10
- 『文庫本千秋楽』 本の雑誌社、2020.11
- 『最後の人声天語』 文春新書、2021.1
- 『日記から 50人、50の「その時」』[11] 本の雑誌社、2024.6

## 共著
- 『暴論・これでいいのだ!』（福田和也対談）扶桑社、2004
- 『正義はどこにも売ってない 〜世相放談70選〜』（福田和也対談）扶桑社、2008
- 『東京』 太田出版、2008（写真・北島敬三）
- 『無礼講 酒気帯び時評55選』（福田和也対談）扶桑社、2009
- 『文学の器 現代作家と語る昭和文学の光芒』 扶桑社、2009。坂本忠雄司会による作家との座談
- 『倶楽部亀坪』（亀和田武対談）扶桑社、2009
- 『革命的飲酒主義宣言 ノンストップ時評50選！』（福田和也対談）扶桑社、2010
- 『不謹慎 酒気帯び時評50選』（福田和也対談）扶桑社、2012
- 『羊頭狗肉  のんだくれ時評65選』（福田和也対談）扶桑社、2014
- 『編集ばか』（名田屋昭二・内藤誠） 彩流社〈フィギュール彩〉、2015。聞き手・司会

## 編集
- 内田魯庵 『魯庵の明治』（山口昌男共編、講談社文芸文庫 1997.5）
- 『魯庵日記』（山口昌男共編、講談社文芸文庫 1998.7）- 明治27～44年の日記を抜粋。
- 『禁酒宣言 上林暁・酒場小説集』（ちくま文庫 1999.9、新版2024.11）
- 『明治文学遊学案内』（筑摩書房 2000.8）
- 『文藝春秋 八十年傑作選』（文藝春秋 2003.3）
- 『饗庭篁村　明治の文学 第13巻』（筑摩書房 2003.4）- シリーズ（全25巻）の編集代表も務めた。
- 『日本近代文学評論選 明治・大正篇』（千葉俊二共編 岩波文庫 2003.12）
- 『日本近代文学評論選 昭和篇』（千葉俊二共編 岩波文庫 2004.3）
- 『戸川秋骨 人物肖像集』（みすず書房〈大人の本棚〉 2004.3）
- 『福田恆存文芸論集』（講談社文芸文庫 2004.5）
- 『明治二十九年の大津波　復刻『文藝倶樂部』臨時増刊 「海嘯義捐小説」号』（毎日新聞出版 2011.10）
- 正宗白鳥 『白鳥随筆』（講談社文芸文庫 2015.5）
- 正宗白鳥 『白鳥評論』（講談社文芸文庫 2015.8）
- 十返肇 『「文壇」の崩壊』（講談社文芸文庫 2016.4）
- 野坂昭如 『俺の遺言　幻の「週刊文春」世紀末コラム』（文春文庫 2016.12）

## 雑誌特集
- 『鳩よ!　特集・坪内祐三』マガジンハウス、2001年12月
- 『彷書月刊 特集 坪内祐三のアメリカ文学玉手箱』 2007年7月号、彷徨舎
- 『本の雑誌 特集＝さようなら、坪内祐三 旋毛曲り旅立ち号』2020年4月号、本の雑誌社
- 『ユリイカ 総特集 坪内祐三』2020年5月臨時増刊号、青土社

## 解説
- 白石公子『ブルー・ブルー・ブルー』（新潮文庫、1995.5）
- 川本三郎『大正幻影』（ちくま文庫、1997.5）
- 小林信彦『回想の江戸川乱歩』（文春文庫、1997.5／光文社文庫、2004.8）
- 田中康夫『ペログリ日記'94〜'95 震災ボランティア篇』（幻冬舎文庫、1997.6）
- 石井研堂『明治事物起原 3』（ちくま学芸文庫、1997.7）
- 松本健一『われに万古の心あり 幕末藩士 小林虎三郎』（ちくま学芸文庫、1997.7）
- 田中康夫『オン・ハッピネス』（新潮文庫、1997.8）
- 飯塚くに『父 逍遥の背中』（中公文庫、1997.11）
- 『最終講義』（実業之日本社、1997.12）
- 薄田泣菫『茶話』（岩波文庫、1998.7） 、元版は自選（創元社）
- 小林信彦『ムーン・リヴァーの向こう側』（新潮文庫、1998.8）
- 田山花袋『東京の三十年』（講談社文芸文庫、1998.9）
- 『大東京繁昌記 山手篇』（平凡社ライブラリー、1999.4）
- 嵐山光三郎『文人悪食』（新潮文庫、2000.8）
- 唐沢俊一『古本マニア 雑学ノート』（幻冬舎文庫、2000.8）
- 『白石公子詩集』（思潮社 現代詩文庫、2000.11）
- 小林信彦『結婚恐怖』（新潮文庫、2000.12）
- 高島俊男『「週刊文春」の怪 お言葉ですが… 2』（文春文庫、2001.1）
- 柳田泉『明治文学研究夜話』（《リキエスタ》の会、2001.4）
- 伊藤正雄『新版 忘れ得ぬ国文学者たち 并、憶い出の明治大正』（右文書院、2001.6）
- 内田魯庵『気まぐれ日記』（《リキエスタ》の会、2001.7）
- 木山捷平『鳴るは風鈴 木山捷平ユーモア小説選』（講談社文芸文庫、2001.8）
- 小沢昭一『ぼくの浅草案内』（ちくま文庫、2001.10）
- 松崎天民『東京カフェー探訪』（《リキエスタ》の会、2001.12）
- 水島爾保布『新東京繁昌記（抄）』（《リキエスタ》の会、2001.12）
- 保田與重郎『祖國正論Ⅰ 保田與重郎文庫29』（新学社、2002.10）
- 大西巨人『神聖喜劇 第五巻』（光文社文庫、2002.11）
- 野口冨士男『わが荷風』（講談社文芸文庫、2002.12）
- 目黒考二『酒と家庭は読書の敵だ。』（角川文庫、2003.1）
- 浅草キッド『お笑い 男の星座 芸能私闘編』（文春文庫、2003.3）
- 柳美里『言葉は静かに踊る』（新潮文庫、2003.12）
- 小沢昭一『なぜか今宵もああ更けてゆく』（晶文社, 2004.4）
- 内田百閒『百鬼園日記帖 内田百閒集成 20』（ちくま文庫、2004.5）
- 徳永康元『ブダペスト日記』（新宿書房、2004.7）
- ナンシー関『天地無用 テレビ消灯時間 6』（文春文庫、2004.9）
- 矢野誠一『文人たちの寄席』（文春文庫、2004.10）
- 村嶋歸之『盛り場と不良少年少女 大正・昭和の風俗批評と社会探訪』（「著作選集 第2巻」柏書房、2004.10）
- 神谷美恵子『生きがいについて』（「コレクション」みすず書房、2004.10）
- 小林信彦『袋小路の休日』（講談社文芸文庫、2004.11）
- 車谷長吉『銭金について』（朝日文庫、2005.3）
- 尾辻克彦『肌ざわり』（河出文庫、2005.5）
- 山口昌男『「敗者」の精神史（下）』（岩波現代文庫、2005.7）
- 小林信彦『丘の一族──小林信彦自選作品集』（講談社文芸文庫、2005.11）
- 小島信夫、森敦『対談 文学と人生』（講談社文芸文庫、2006.2）
- 久世光彦『百閒先生 月を踏む』（朝日新聞社、2006.4）
- 市島春城『春城師友録』（国書刊行会、2006.4）
- 石丸元章『FICTION！ フィクション！』（文春文庫、2006.5）
- 『同級生交歓』（文春新書、2006.7）
- 沼波瓊音『意匠ひろひ』（国書刊行会、2006.9）
- 小林信彦『決壊』（講談社文芸文庫、2006.10）
- 一志治夫『魂の森を行け 3000万本の木を植えた男』（新潮文庫、2006.10）
- 井伏鱒二・舟橋聖一・井上靖・水上勉『私の履歴書 中間小説の黄金時代』（日経ビジネス人文庫、2006.11）
- 田口久美子『書店風雲録』（ちくま文庫、2007.1）
- 安岡章太郎・阿川弘之・庄野潤三・遠藤周作『私の履歴書 第三の新人』（日経ビジネス人文庫、2007.1）
- 常盤新平『山の上ホテル物語』（白水Uブックス、2007.2）
- 佐伯一麦『鉄塔家族（下）』（朝日文庫、2007.7）
- 矢作俊彦『マンハッタン・オプ Ⅰ』（ソフトバンク文庫、2007.10）
- 福田恆存『人間・この劇的なるもの』（新潮文庫 改版、2008.1）
- 菊地成孔『サイコロジカル・ボディ・ブルース解凍』（白夜ライブラリー、2008.7）
- 小林信彦『東京少年』（新潮文庫、2008.8）
- 大阪オールスターズ『大阪呑気大事典 増補新版』（宝島社文庫、2008.9）
- 西村賢太『どうで死ぬ身の一踊り』（講談社文庫、2009.1／新潮文庫、2012.10／角川文庫、2019.3）
- 村松友視『幸田文のマッチ箱』（河出文庫、2009.3）
- 柳田泉『柳田泉の文学遺産（3） 明治文学研究の草創者』（右文書院、2009.4）
- 宮本徳蔵『力士漂泊 相撲のアルケオロジー』（講談社文芸文庫、2009.7）
- 中島らも『君はフィクション』（集英社文庫、2009.7）
- 内田魯庵『貘の舌』（ウェッジ文庫、2009.8）
- 小林信彦『うらなり』（文春文庫、2009.11）
- 大村彦次郎『文壇栄華物語』（ちくま文庫、2009.12）
- 中山康樹『愛と勇気のロック50』（小学館文庫、2009.12）、著者との対談
- 小林信彦『日本橋バビロン』（文春文庫、2011.9）
- 高見順『如何なる星の下に』（講談社文芸文庫、2011.10）
- 監修『銀座通 道頓堀通』（廣済堂文庫、2011.11）
- 監修『蕎麦通 天麩羅通』（廣済堂文庫、2011.11）
- ハンス・ウルリッヒ・オブリスト『アイ・ウェイウェイは語る』（尾方邦雄訳、みすず書房、2011.11）
- 庄司薫『ぼくの大好きな青髭』（新潮文庫、2012.6）
- 鶴見俊輔『思想をつむぐ人たち 鶴見俊輔コレクション①』（河出文庫、2012.9）
- 北杜夫『私はなぜにしてカンヅメに大失敗したか』（実業之日本社文庫、2012.10）
- 吉行淳之介編『続・酔っぱらい読本』（講談社文芸文庫、2013.1）
- 『天才・菊池寛 逸話でつづる作家の素顔』（文藝春秋編、文春学藝ライブラリー、2013.10）
- 田辺茂一『わが町 新宿』（紀伊國屋書店、2014.11）
- 松原岩五郎『最暗黒の東京』（講談社学術文庫、2015.2）
- 小林信彦『流される』（文春文庫、2015.8）
- 吉田篤弘『木挽町月光夜咄』（ちくま文庫、2015.8）
- 椎名誠『うれしくて今夜は眠れない』（集英社文庫、2015.8）
- 『髙平哲郎スラップスティック選集別巻　私説人名事典』（ワニブックス、2016.1）
- 野呂邦暢『水瓶座の少女』（文遊社、2016.5）
- 中山康樹『超入門ボブ・ディラン』（光文社知恵の森文庫、2017.2）
- 後藤明生『壁の中』（つかだま書房、2017.12）
- 西村賢太『藤澤淸造 追影』（講談社文庫、2019.5）
- 川本三郎『マイ・バック・ページ　ある60年代の物語』（平凡社ライブラリー、2025.5）

## 挿話
- 編集者の末井昭、写真家の神蔵美子（前妻）との三角関係が話題になったことがある（神蔵美子 の写真集「たまもの」参照）。
- 中学校時代の同級生には翻訳家の松本百合子、バンド「連続射殺魔」を率いるミュージシャンの琴桃川凛（和田哲郎）がおり、3人一緒に『文藝春秋』の『同級生交歓』のページに登場した。
- 中野翠と交友があり、明治の著述家などで、「この人は中野さんが好きそうな人だ」という人をよく、紹介していた。
- 山口昌男が「学長」の「東京外骨語大学」という交流会の「助教授」。生徒は石神井書林の内堀弘、月の輪書林の高橋徹、『彷書月刊』の編集兼発行人の田村治芳3名。他に山口・坪内と関わった編集者が参加している。
- 野口悠紀雄、猪瀬直樹、安原顯、川村湊等と「論争」を交わした。

## 連載
2013年時点
- 「文庫本を探せ！」『週刊文春』
- 「坪内祐三の美術批評 眼は行動する」『週刊ポスト』
- 「人声天語」『文藝春秋』
- 「坪内祐三の読書日記」『本の雑誌』
- 「これでいいのだ！」『週刊SPA!』
- 「あまカラ12ヶ月」『あまから手帖』
- 「酒中日記」『小説現代』
- 「リレー読書日記」『週刊現代』

## 関連人物
- 植草甚一
- 富士正晴
- 粕谷一希
- 湯川豊
- 常盤新平
- 谷沢永一
- 色川武大
- 鹿島茂
- 長谷川四郎
- 田中小実昌
- 武田百合子
- 須賀敦子